# Seznam katolických diecézí v Súdánu a Jižním Súdánu

Mapa latinských katolických diecézí v Súdánu (1-2) a Jižním Súdánu (3-9): Súdán: 1. Diecéze El Obeid, 2. Arcidiecéze Chartúm; Jižní Súdán: 3. Diecéze Wau, 4. Diecéze Rumbek, 5. Diecéze Malakal, 6. Diecéze Tombura-Yambio, 7. Diecéze Yei, 8. Arcidiecéze Juba a 9. Diecéze Torit

Katolickou církev v Súdánu a Jižním Súdánu tvoří
- jedna latinská hierarchie, sjednocená v jedné biskupské konferenci, označované jako Súdánská katolická biskupská konference, zahrnující církevní provincii pod metropolitní arcidiecézí v každé zemi, s celkem 7 sufragánními diecézemi.
- tři východní katolické nadnárodní jurisdikce, z nichž každá pokrývá obě země (melchitská především Egypt).

V hlavním městě země Chartúmu existuje také apoštolská nunciatura v Súdánu (papežské diplomatické zastoupení na úrovni velvyslanectví) (do níž je začleněna i nunciatura v Eritreji), a apoštolská nunciatura v Jižním Súdánu, ale tento poslední úřad je přidělen nunciatuře v Keni (v Nairobi).

## Současné latinské diecéze

### Církevní provincie Chartúm
zahrnující celý Súdán
- Metropolitní arcidiecéze Chartúm
  - Diecéze El Obeid

### Církevní provincie Džuba
pokrývající celý Jižní Súdán
- Metropolitní arcidiecéze Džuba
  - Diecéze Malakal
  - Diecéze Rumbek
  - Diecéze Tombura-Yambio
  - Diecéze Torit
  - Diecéze Wau
  - Diecéze Yei

## Současné východní katolické jurisdikce
Tři církve specifického obřadu mají příslušné diecézní jurisdikce, ale žádná z nich není vlastní pouze jedné zemi :

### Arménská církev
(arménský obřad v arménském jazyce)
- Arménská katolická eparchie Iskanderiya (Alexandrie) v Káhiře, v Egyptě a hlavně pro Egypt

### Melchitská (řecko)katolická církev
(byzantského obřadu)
- Melchitské katolické patriarchální území Egypta, Súdánu a Jižního Súdánu

### Syrská katolická církev
(antiochijský obřad v syrštině)
- Syrské katolické patriarchální území Súdánu a Jižního Súdánu

## Zaniklé jurisdikce
Žádný titulární úřad.
Pouze přímí předchůdci současných stolců, s výjimkou jednoho zrušeného biskupství v Súdánu:
- Latinská diecéze Dongola